# مخیتار مخیتاریان
مخیتار هاروتیونی مخیتاریان (ارمنی: Մխիթար Հարությունի Մխիթարյան؛  زادهٔ ۱۹۲۲ - درگذشته ۲۰۰۳) کارشناس علوم پرورشی اهل ارمنستان بود.

## زندگی‌نامه
وی در ۱۹۲۲ در پمزاشن به دنیا آمد و از دانشگاه دولتی علوم پرورشی خاچاطور آبوویان ارمنستان فارغ‌التحصیل گشت.  همچنین برندهٔ جوایزی همچون آموزگار شایسته ارمنستان شوروی (۱۹۷۸) و نشان شایستگی نبرد شده است. وی در ۲۰۰۳ در سن ۸۱ سالگی در ایروان درگذشت و در آرامستان مرکزی ایروان (توخماخ) به خاک سپرده شد.